# قلعه پرتغالی‌ها (چابهار)

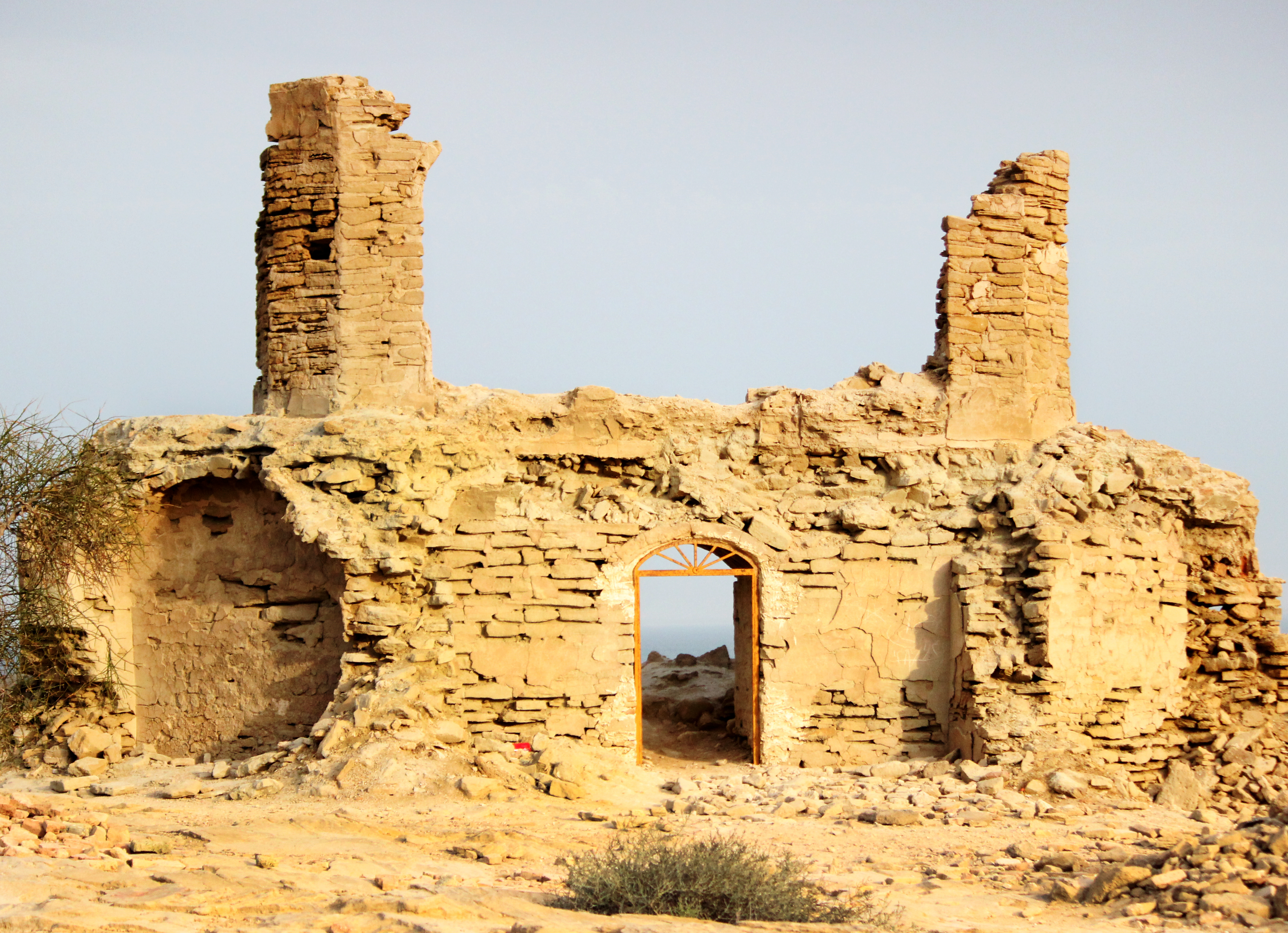
قلعه تیس

قلعه پرتغالی‌ها یا قلعه تیس در ۵ کیلومتری شمال غربی چابهار، در روستای تیس قرار دارد. این دژ متعلق به دوران اسلامی است و شماره ثبت ملی آن ۵۵۵ می‌باشد.
این دژ به ابعاد ۲۶×۵۴ متر ساخته شده‌است. پهنا ساختمان بر پهنهٔ دماغه‌ای که پانصد متر از آبخور دریا فاصله دارد در بخش انتهای دماغه واقع است. در بخش شمال شرقی درب ورودی اصلی قرار دارد و دارای چهار گوشواره خلفی که در پشت دیوارهای هشتی واقع شده‌اند. هر کدام از آن‌ها خود یک اتاقی است که با پی‌های قطور ساخته شده‌اند. دارای ایوانی است که با دو پله با حدود یک متر ارتفاع از سطح حیاط دژ بلندتر است. در گوشه شمال شرقی آثار اتاق‌هایی وجود دارد که اکنون خراب شده‌اند؛ و هر کدام دارای یک اتاق بزرگ‌تر مشرف به ایوان اختصاصی هستند. شیوهٔ ساخت بنا (اتاق‌ها و ایوان‌ها) شبیه به کاروانسرای شاه‌عباسی بیستون است که در زمان شاه سلیمان صفوی ساخته شده‌است. در سه طرف حیاط حجره‌ها و اتاق‌هایی حجره‌ها و اتاق‌های گوش شمالی وجود دارند.
در سوی ساحل دریای عمان آثار دو برج بزرگ در طرفین دیده می‌شود. برج سوی راست که در جنوب قرار دارد به صورت یک اتاق با یک ایوان و یک شاه‌نشین است که بر روی هرمی مکعب مستطیل شکل پی‌سازی شده و یک برج با منار بر روی آن قرار گرفته و یک منار به ارتفاع ۵/۶متر باقی مانده‌است. مصالح بکار رفته در ساخت دژ، آجر، سنگ و گچ می‌باشند و آثار و تزئینات از آجر و سنگ در اطراف گلدسته‌های باقی مانده‌اند، این مناره برای دیدبانی به کار می‌رفته‌است؛ و چون بر همه خلیج دهانه تیس اشراف لازم را دارد و در ضمن از فاصله زیادی در دریا دیده می‌شود.
سبک ساخت و نوع مصالح بکار رفته مناره و گوشواره به سبک سلجوقی می‌باشد؛ و تعمیرات بعدی که در اتاق‌ها و ایوان‌ها انجام شده بیشتر سبک صفوی و سبک دوران قاجار است. در گوشه‌های حیاط دژ آثاری از آب انبارها به چشم می‌خورد که از سنگ و ساروج و گچ ساخته شده‌اند. در بیرون دیوار بلند دژ آثار چاهی وجود دارد که در سنگ صخره کنده شده و لبه چاه بااستفاده از سنگ و ساروج محکم شده‌است. در بخش سقف دژ چوبهایی بکار رفته‌است که احتمالاً از مناطق دیگر به اینجا آورده شده‌اند.
تزئینات دور منار آجر چینی شبیه سبک تزئینات منارهای دوره سلجوقی می‌باشند اگر چه از بین رفته‌اند ولی نقش‌هایی به خط عربی و خط کوفی از اثر برجستگی‌ها و گودی‌ها مشخص می‌شود. اندازه اتاق‌ها معمولاً ۴×۳ متر یا کمتر است که دور یا چهار سوی یک پهنه پهناور واقع شده‌اند.
در کتاب باستان‌شناسی و تاریخ بلوچستان به نقل از سرتیپ مهدی خان مهندس ایرانی آمده‌است:
«در تیس بسیار دژ خوبی است و یک سوی بدنه دژ وصل به دریاست، قدری ناتمامی دارد که بنُا و عمله در آن مشغول کارند. دیوار بزرگی از سوی دریا کشیده‌اند برای باراندازی وغیره حصن معتبری است واصل دژ نو در روی تپه مرتفعی ساخته شده‌است.» {سنه۱۲۸۲ هجری}(ش۸)